# Slag om Bastenaken
De Slag om Bastenaken was een strijd tijdens de Tweede Wereldoorlog in en rondom het Belgische stadje Bastenaken (Bastogne) als onderdeel van de Slag om de Ardennen. De slag begon op 20 december 1944 en duurde tot 27 december 1944. Het offensief eindigde in een geallieerde overwinning. De slag veroorzaakte veel slachtoffers, zowel aan de geallieerde, als de Duitse kant.

## Achtergrond
Na de succesvolle D-Day invasie en de daaropvolgende stoot naar het oosten door Frankrijk en België, strekte het front van Nijmegen in het noorden naar het neutrale Zwitserland in het zuiden. Antwerpen dat heel erg waardevol was vanwege zijn haven van Antwerpen, was in handen van de geallieerden gevallen. Tegen de tijd dat de winter aankwam was zelfs een deel Duits grondgebied rond Aken veroverd. Adolf Hitler bedacht een plan om de geallieerden aan te vallen in België en Luxemburg; 25 divisies zouden een verrassingsaanval uitvoeren door de Ardennen, om de Maas over te steken en zo Antwerpen te veroveren. Ondanks protest van zijn generaals Gerd von Rundstedt en Walter Model werd het plan niet veranderd, en de startdatum werd op 16 december 1944 gesteld. De geallieerde commandanten achtten een invasie door de Ardennen onmogelijk, wegens het ongunstige terrein. De militaire inlichtingendiensten suggereerden dat de Duitse divisies die in de buurt gestationeerd stonden uitgeput waren. In de weken voor de aanval geloofde geen enkele commandant van de geallieerden dat de aanval nader was.
Bastenaken had een groot strategisch belang vanwege zijn controle over de verschillende wegen in de streek. Het werd verdedigd door de 28ste infanteriedivisie, die tussen 22 juli en 19 november continu gevechten doorstaan hadden. De geallieerden dachten dat er maar 1 Duitse infanteriedivisie in de sector was, waardoor een mogelijke aanval gelimiteerd zou zijn.

## Omsingeling door de Duitsers
Op 16 december 1944 lanceerden de Duitsers – met 24 divisies – een offensief tegen de op het Westfront snel oprukkende geallieerde troepen, met als doel de geallieerde legers te splitsen en vervolgens naar Antwerpen op te rukken.
De geallieerden werden volledig verrast door de Duitse aanval en van 16 tot 20 december rukten Duitse troepen op naar Stavelot, Sankt Vith, Houffalize en het strategisch belangrijke verkeersknooppunt Bastenaken.
Dwight Eisenhower stuurde daarom de 101e Luchtlandingsdivisie naar de stad, onder leiding van Anthony McAuliffe. Ze kwamen er aan op 18 december. Samen met hen slippen – nog juist voor het net zich sluit rond Bastogne – een regiment van de 10e Amerikaanse Pantserdivisie, het 705e Tankvernietigingsbataljon en verscheidene zware artillerie-eenheden, binnen.
Op 20 december was Bastogne door de Duitsers omsingeld. De Duitsers stelden alles in het werk om de stad te veroveren, wat leidde tot de slag om Bastogne. De vertraging die de Duitse opmars opliep vanwege de slag om Bastogne bleek cruciaal voor het verdere verloop van het offensief.
Op 22 december kwamen de Duitsers – op initiatief van Fritz Bayerlein en Heinrich von Lüttwitz, tegen de orders van Hasso von Manteuffel – met een eis tot overgave. Hierop volgde het beroemd geworden antwoord 'Nuts' van de Amerikanen (in de huidige Bastogne War Rooms).
Vanaf 23 december en de daaropvolgende dagen, werden de ingesloten geallieerden bevoorraad met een luchtbrug, terwijl ze de Duitsers bestookten tijdens hun beleg.
Op 25 december volgde een grootschalige aanval op de omsingelde stad die werd afgeslagen. De dag nadien volgde nog een beperkte aanval.

## De omsingeling doorbroken
Ondertussen hadden het 3e Amerikaanse Leger van de geallieerden onder leiding van generaal George Patton zich gedraaid van het Oosten naar het Noorden en rukte op naar Bastenaken. Het Amerikaanse 37e Tank Bataljon (onder bevel van Creighton Abrams) doorbrak in het zuiden de Duitse omsingeling op 26 december om 16:45 uur.
Deze overwinning was een grote morele opsteker voor de geallieerden.

## Gesneuvelden
De 101e Luchtlandingsdivisie verloor bij de slag om Bastenaken 105 officieren en 1.536 manschappen.

## Trivia
Bij het grote publiek werd deze slag bekend door de verdediging van een deel van de geallieerde linie door de Easy Company, beschreven in het boek en verfilmd in de miniserie Band of Brothers.